# Металургійний комбінат в Тамзурі
Металургійний комбінат в Тамзурі (Tamazoura) – підприємство чорної металургії Алжиру, яке працює на північному заході країни дещо південніше Орану.
Проект реалізувала турецька група Özmert через свою дочірню компанію SARL Özmert Algeria.
В 2017 році стала до ладу перша черга сталеплавильного комплексу потужністю 150 тисяч тон сортової заготовки на рік, яку первісно продавали іншим виробникам. В 2020-му ввели в дію другу чергу із показником у 240 тисяч тон. Відносно основного обладнання сталеплавильного переділу відомо, що одна з черг має дві індукційні печі ємністю по 25 тонн.
Того ж 2020-го запустили прокатний стан, який може щорічно випускати 450 тисяч тонн будівельної арматури.
Станом на літо 2023-го було виконано 80% робіт зі спорудження установки прямого відновлення заліза потужністю 500 тисяч тон на рік, яка мала перетворити виробничий майданчик на металургійний комбінат повного циклу. Особливістю установки є те, що вона розрахована на використання вугілля, а не природного газу (останнє найбільш поширене у світі за виключенням Індії). З огляду на це Özmert Algeria в 2022-му почала видобуток вугілля в алжирській копальні Бешар із планами отримувати звідти 150 тисяч тон на рік. Також уклали угоду про постачання залізної руди з алжирських рудників Уенза та Бу-Хадра.